# Monumento al Conde de Porto Alegre

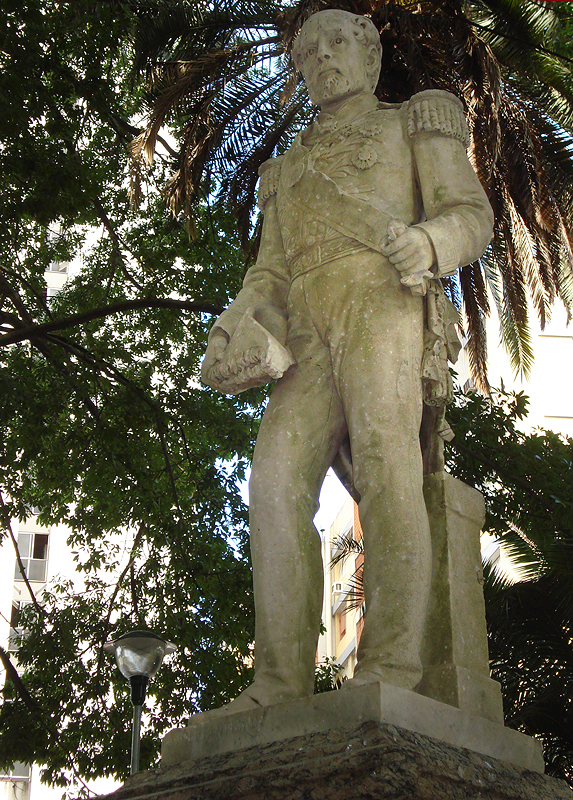
Estatua del Conde de Porto Alegre.

El Monumento al Conde de Porto Alegre (en portugués Monumento ao Conde de Porto Alegre) es un monumento público situado en la Plaza Conde de Porto Alegre, en Porto Alegre (Brasil) y dedicado a Manuel Marques de Sousa III, Conde de Porto Alegre, combatiente en la Guerra del Brasil, en la Revolución Farroupilha y en la Batalla de Caseros, y héroe de la Batalla de Tuyutí, ocurrida durante la Guerra del Paraguay.
Fue el primer monumento instalado en Porto Alegre, erguido originalmente en la Praça da Matriz en 1885, en frente del palacio de gobierno. Fue transferido a su localización actual en 1912, cuando el intendente José Montaury cambió la denominación del espacio púbico de Praça General Marques a Praça Conde de Porto Alegre.
El monumento consiste de una estatua del conde en tamaño natural, en mármol, con uniforme de gala, agarrando su sombrero con la mano derecha y sus guantes con la izquierda, tal vez en alusión a su apodo, Centauro de Luvas. La estatua se apoya contra un pequeño plinto atrás de su pierna izquierda, y está instalada sobre un alto pedestal de piedra, donde en frente hay una placa de mármol con el escudo del conde y su título. Es una obra realizada en Porto Alegre por Adriano Pittanti, con ayuda de Carlos Fassatti, a partir de una maqueta concebida en Italia.